# Префектура Коті
Префекту́ра Ко́чі (яп. 高知県, こうちけん, МФА: [koːt͡ɕi keɴ]?) — префектура в Японії, в регіоні Шікоку.  Розташована в південній частині острова Шікоку, на березі Тихого океану, в Західній Японії. Адміністративний центр префектури — Коті. Межує з префектурами Токушіма й Ехіме. Заснована 1871 року на основі провінції Тоса. Площа становить 7105,16 км². Станом на 1 липня 2012 року в префектурі мешкало 752 987 осіб. Густота населення складала 106 осіб/км².  

## Галерея

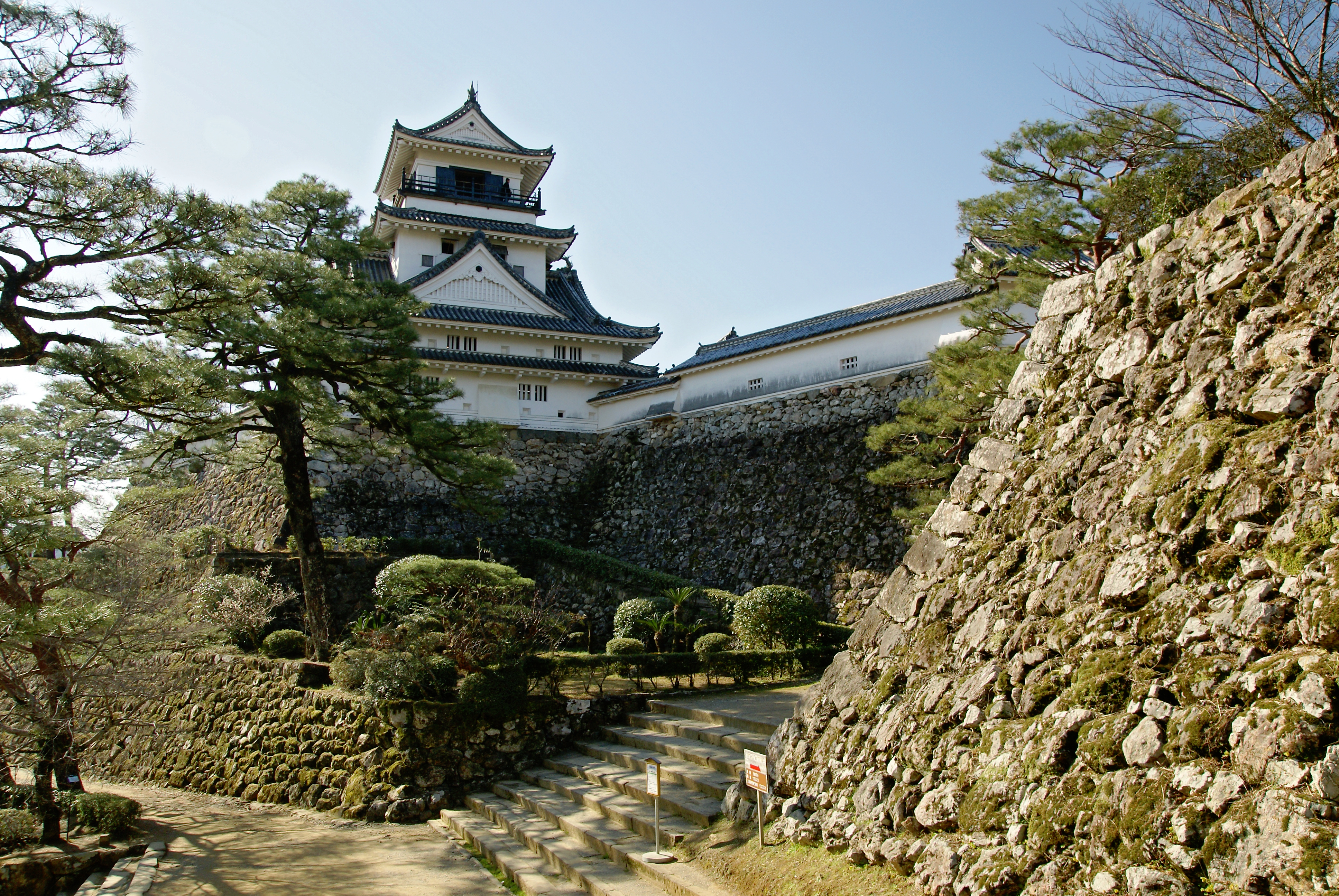
Замок Коті (Коті, Коті)
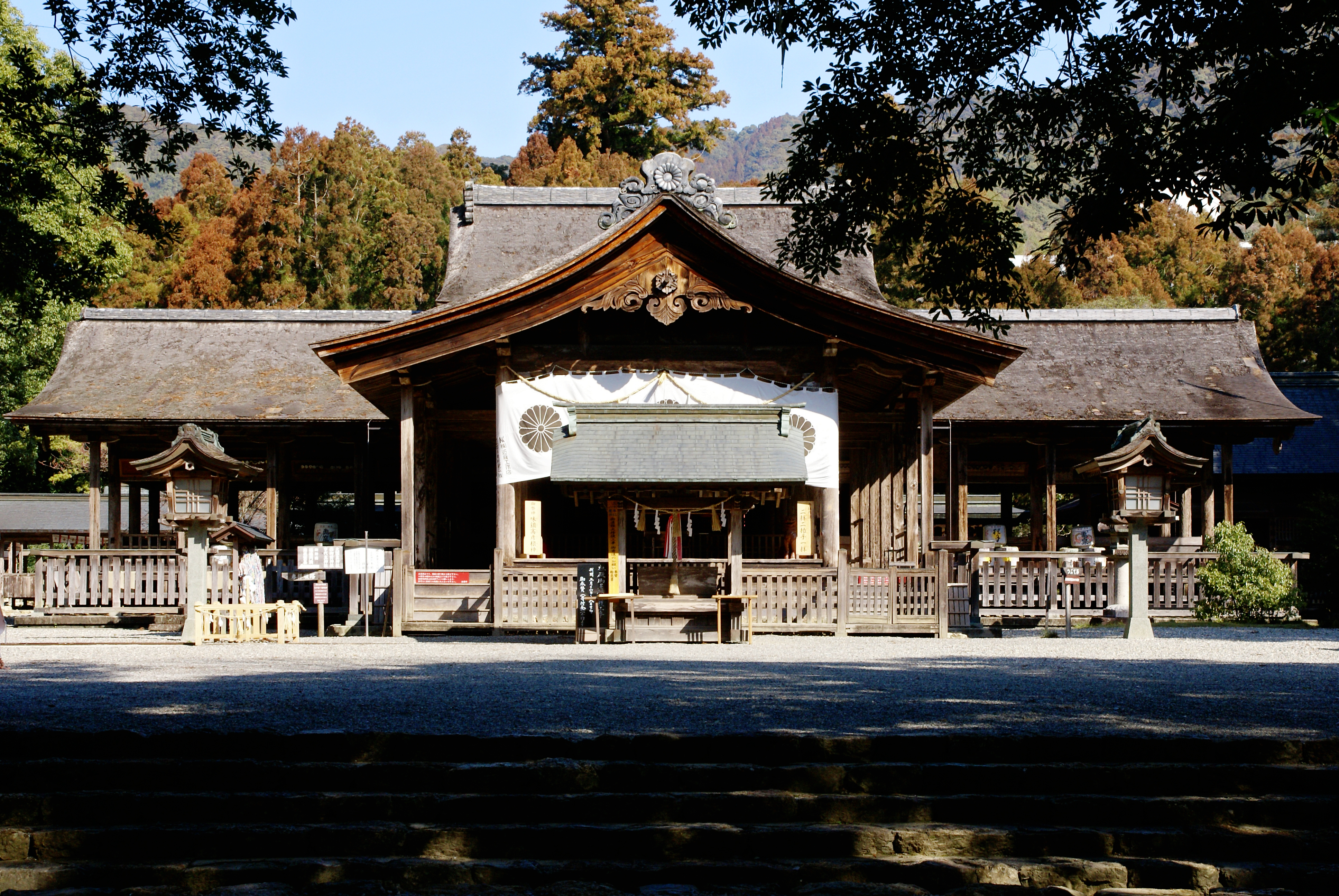
Святилище Тоса (Коті, Коті)
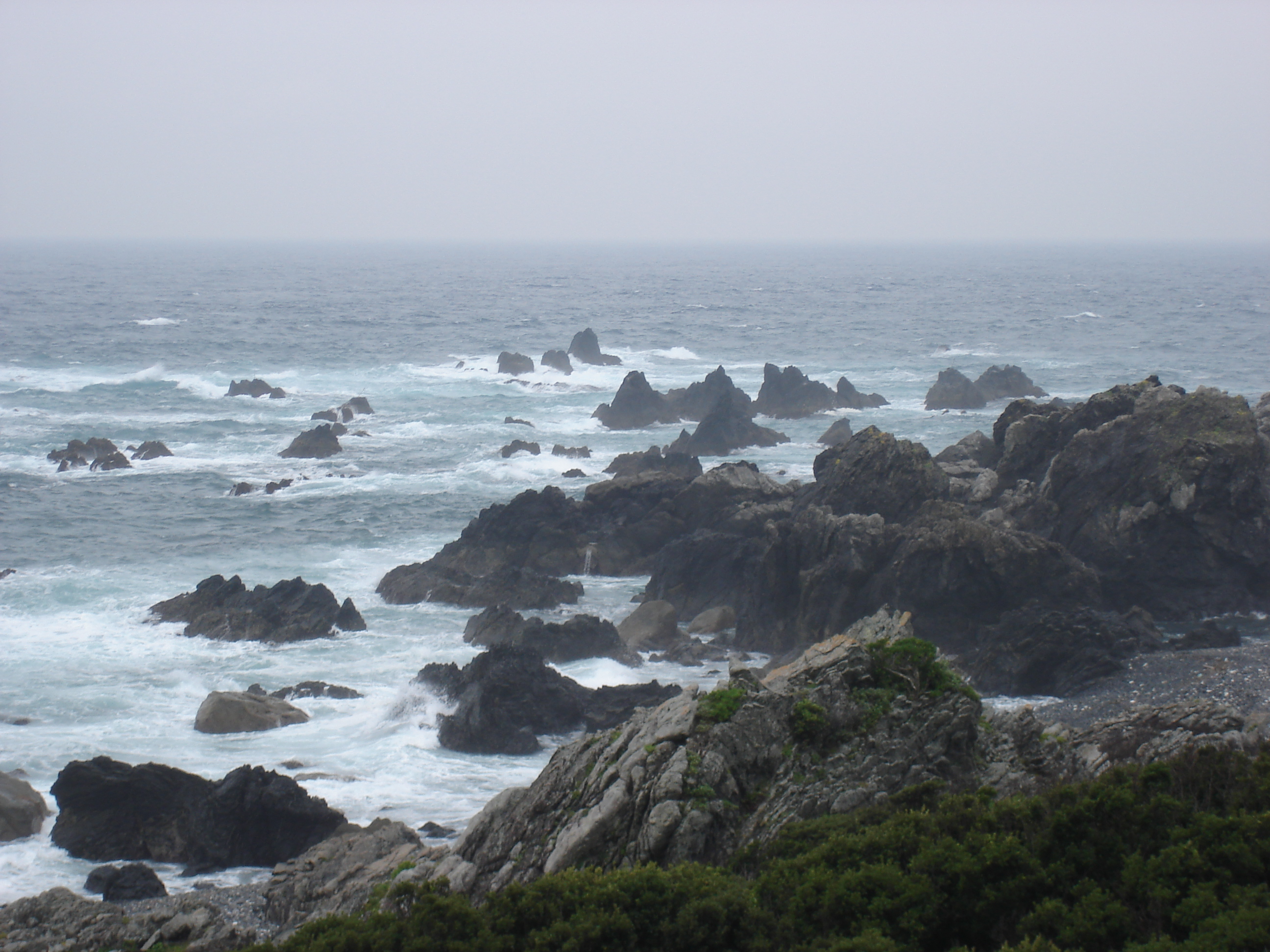
Мис Мурото (Мурото, Коті)
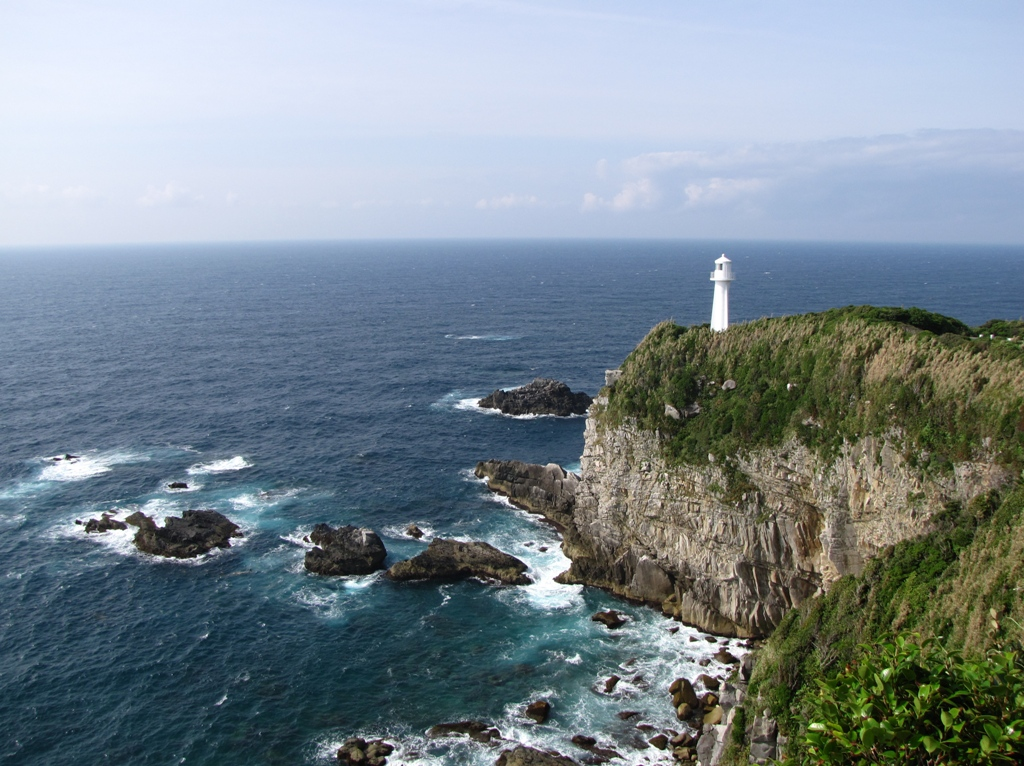
Мис Ашідзурі (Тоса-Шімідзу, Коті)
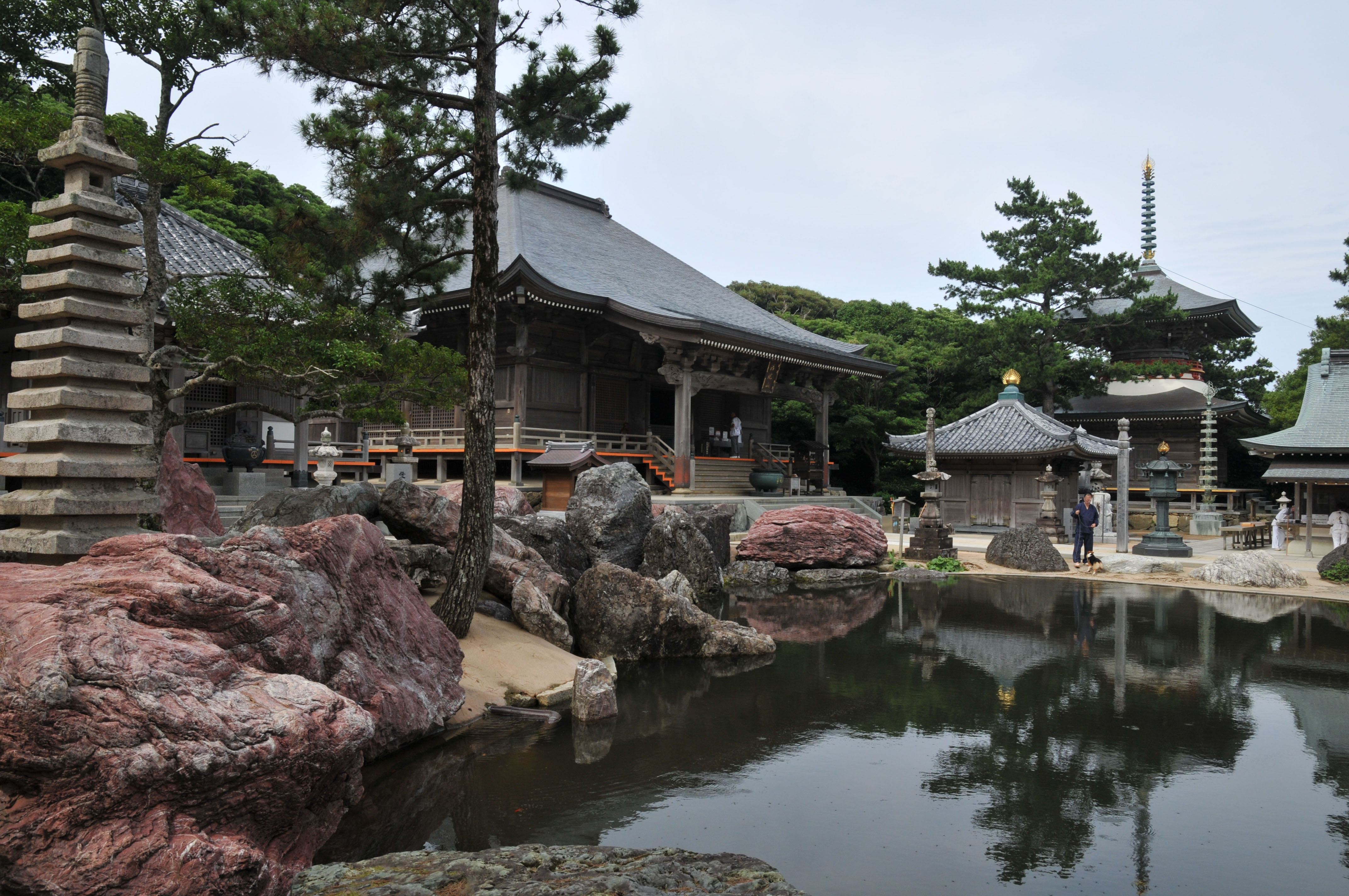
Монастир Конґофуку (Тоса-Шімідзу, Коті)
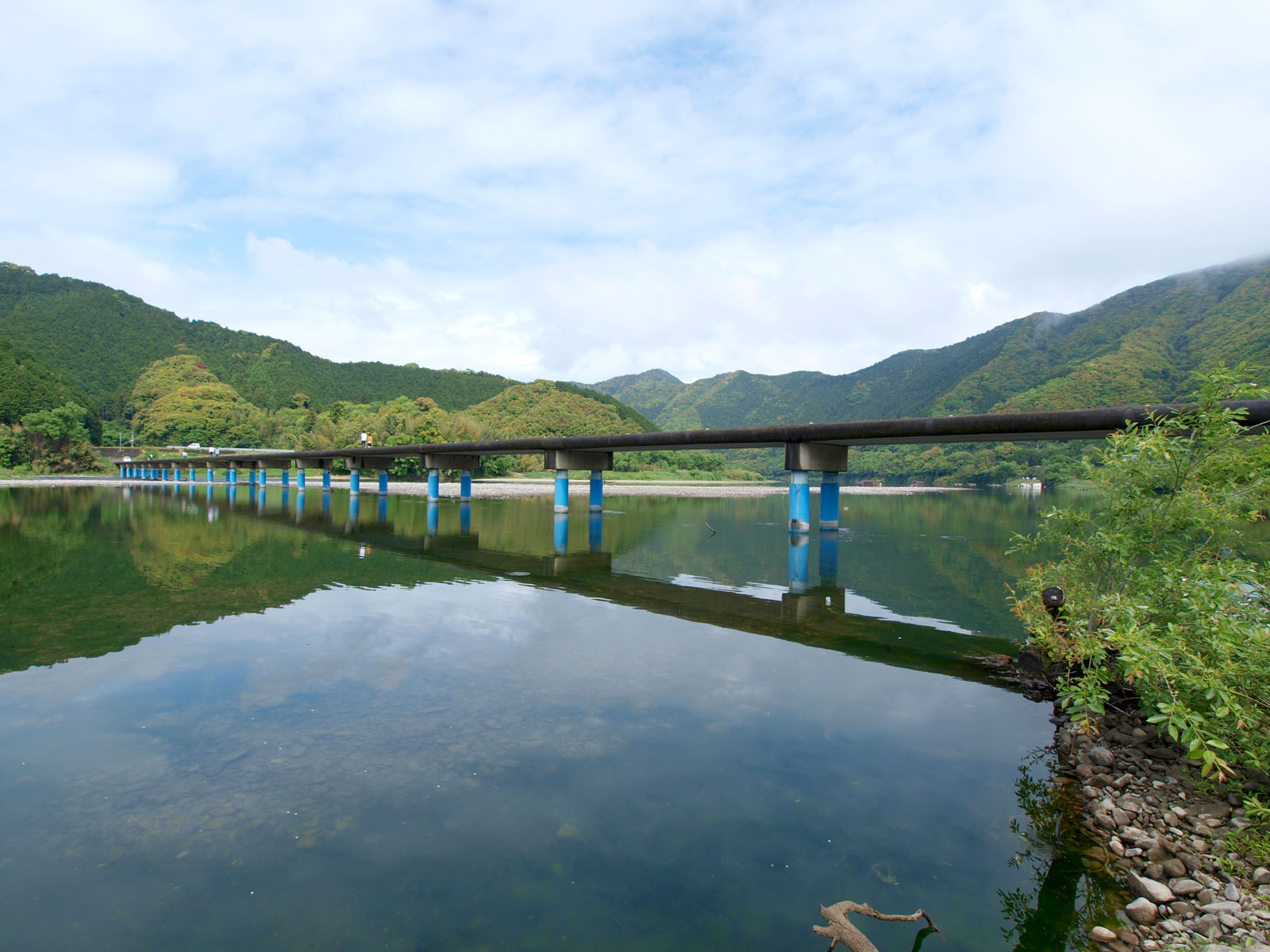
Річка Шіманто (Шіманто, Коті)
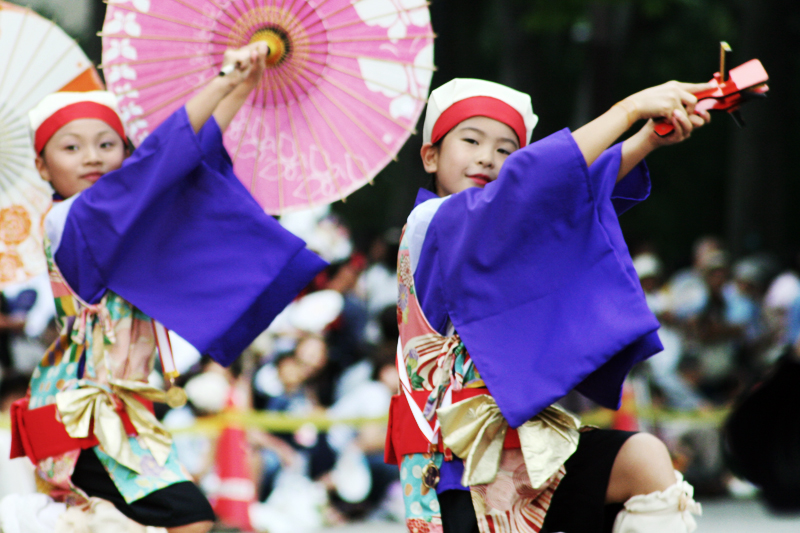
Свято Йосакой

## Транспорт
- Аеропорт Коті (Нанкоку, Коті)